# Tuyến Bản Nam

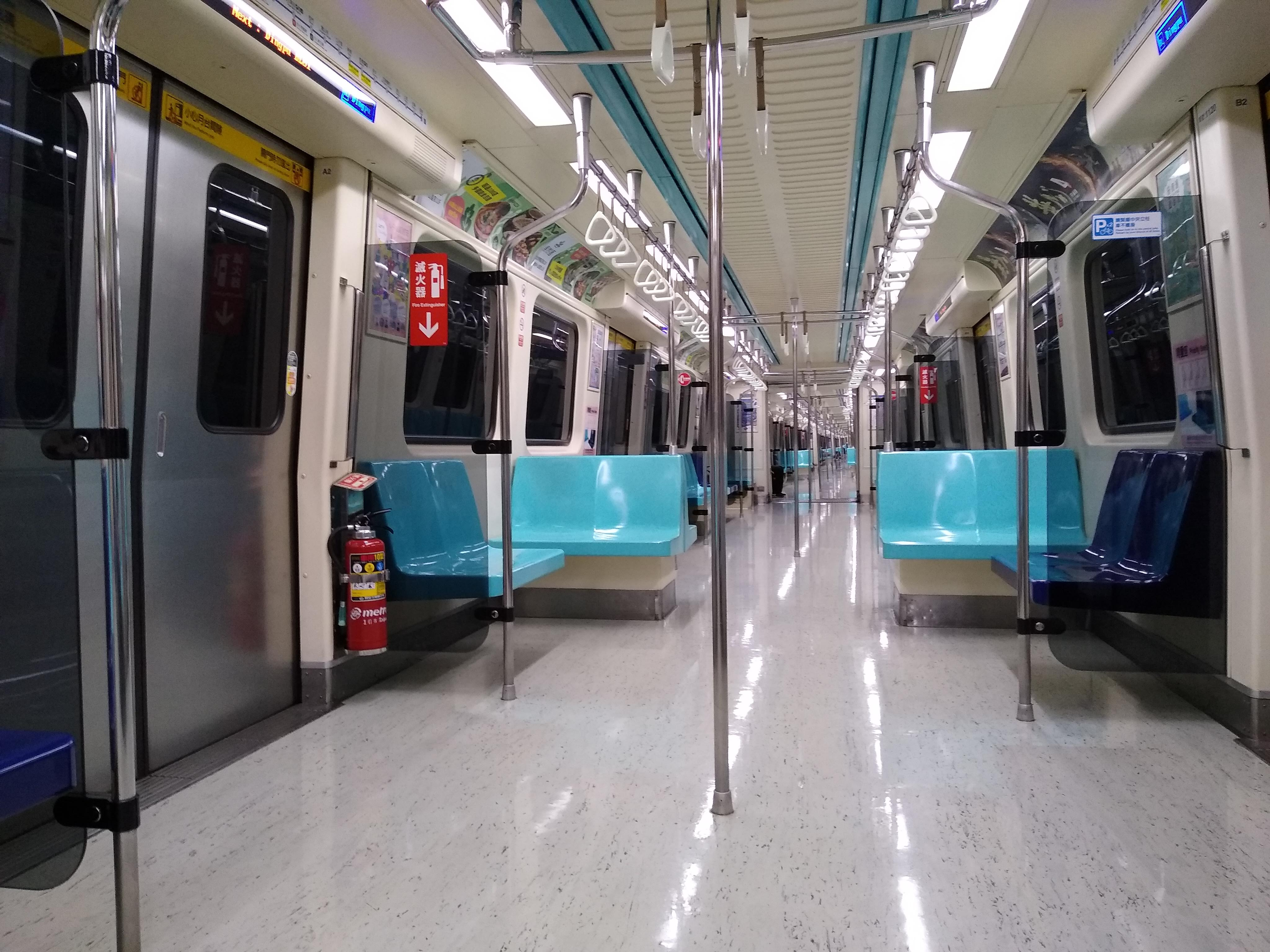
Tàu trên tuyến Bản Nam đi ga Đỉnh Bộ

Tuyến Bản Nam hoặc xanh dương (code BL) là tuyến tàu điện ngầm ở Đài Bắc quản lý bởi tàu điện ngầm Đài Bắc với tổng cộng 23 nhà ga chạy dọc các quận Nam Cảng, Tín Nghĩa, Đại An, Trung Sơn, Vạn Hoa, Bản Kiều và Thổ Thành.
Toàn bộ tuyến nằm ở dưới lòng đất, việc đào các đường hầm bằng phương thức đào và đắp gây ảnh hưởng lớn đến sự phân luồng giao thông.

## Tổng quan
Dịch vụ trên tuyến này được chia thành dịch vụ toàn tuyến từ trung tâm Triển lãm Nam Cảng Đài Bắc đến Đỉnh Bộ, cũng như dịch vụ tuyến ngắn từ Côn Dương đến Far Eastern Hospital.
Do Đài Bắc là nơi trung tâm đón pháo hoa năm mới tại Đài Bắc 101, khoảng thời gian giữa các chuyến tàu có thể giảm xuống tối thiểu 135 giây, vận chuyển trên 39.000 hành khách mỗi giờ. Đó là kết quả trung bình của 27 chuyến tàu chạy mỗi giờ trên tuyến trong giờ cao điểm.

## Lịch sử
- 8 tháng 11 năm 1990: Đoạn Nam Cảng khởi công.
- 30 tháng 12 năm 1991: Mở lối đi ngầm phía tây Đài Bắc.
- 24 tháng 12 năm 1993: Đoạn Nam Cảng thi công tại giao lộ đường Trung Hiếu và Thiệu Hưng, gây ra kẹt xe.
- 30 tháng 10 năm 1998: Hoàn thành thi công đoạn ngầm Côn Dương và Hậu Sơn Bì.
- 24 tháng 12 năm 1999: Đoạn từ Đài Bắc đến đền Long Sơn bắt đầu dịch vụ.
- 31 tháng 8 năm 2000: Đoạn từ đền Long Sơn đến Tân Bộ bắt đầu dịch vụ.
- 30 tháng 12 năm 2000: Đoạn từ Côn Dương đến tòa thị chính Đài Bắc bắt đầu dịch vụ.
- 17 tháng 9 năm 2001: Bão Nari gây ngập nhiều nhà ga, và ngưng hoạt động.
- 29 tháng 11 năm 2001: Ga Đài Bắc tái mở cửa dịch vụ.
- 30 tháng 12 năm 2003: Đoạn kéo dài phía Đông Nam Cảng đến Nam Cảng thi công.
- 17 tháng 11 năm 2004: Đoạn kéo dài phía Đông Nam Cảng đến trung tâm Triển lãm Nam Cảng Đài Bắc thi công.
- 27 tháng 5 năm 2006: Đoạn từ Bản Kiều đến Thổ Thành mở cửa chạy thử.
- 31 tháng 5 năm 2006: Đoạn từ Tân Bộ đến Vĩnh Ninh bắt đầu dịch vụ.
- 16 tháng 5 năm 2008: Đoạn kéo dài phía Đông Nam Cảng đến Nam Cảng mở cửa chạy thử.
- 25 tháng 12 năm 2008: Đoạn kéo dài phía Đông Nam Cảng đến Nam Cảng bắt đầu dịch vụ.
- 27 tháng 2 năm 2011: Toàn bộ đoạn kèo dài phía Đông Nam Cảng đến trung tâm Triển lãm Nam Cảng Đài Bắc mở cửa dịch vụ.[2]
- 21 tháng 5 năm 2014: Vụ tấn công tại tàu điện ngầm Đài Bắc giữa đền Long Sơn và Giang Tử Thúy khi sinh viên đại học 21 tuổi tên là Trịnh Tiệp (鄭捷) tấn công hành khách bằng dao gọt hoa quả, dẫn đến 4 người chết và 24 người bị thương.
- 6 tháng 7 năm 2015[cần dẫn nguồn]: Đoạn mở rộng Thổ Thành đến Đỉnh Bộ bắt đầu dịch vụ.

## Dịch vụ
Tính đến tháng 12 năm 2017, dịch vụ ngoài giờ cao điểm:
- 8 chuyến tàu mỗi giờ (tph) giữa Far Eastern Hospital và Công Dương
- 7 tph giữa Đỉnh Bộ và trung tâm Triển lãm Nam Cảng Đài Bắc

## Ga
| Dịch vụ              | Dịch vụ              | Dịch vụ         | Code | Hình ảnh | Tên ga                               | Tên tiếng Hoa | Quận                 | Thời gian di chuyển đến ga trước (giây) | Thời gian dừng tại ga (giây) | Ngày mở cửa | Ghi chú                                                                     |
| Dịch vụ thông thường | Dịch vụ thông thường | Dịch vụ ban đêm | Code | Hình ảnh | Tên ga                               | Tên tiếng Hoa | Quận                 | Thời gian di chuyển đến ga trước (giây) | Thời gian dừng tại ga (giây) | Ngày mở cửa | Ghi chú                                                                     |
| -------------------- | -------------------- | --------------- | ---- | -------- | ------------------------------------ | ------------- | -------------------- | --------------------------------------- | ---------------------------- | ----------- | --------------------------------------------------------------------------- |
| ●                    |                      |                 | BL01 |          | Đỉnh Bộ                              | 頂埔          | Thổ Thành            | n/a                                     | n/a                          | 06/07/2015  |                                                                             |
| ●                    |                      |                 | BL02 |          | Vĩnh Ninh                            | 永寧          | Thổ Thành            | 180                                     | 25                           | 31/05/2006  |                                                                             |
| ●                    |                      |                 | BL03 |          | Thổ Thành                            | 土城          | Thổ Thành            | 95                                      | 25                           | 31/05/2006  |                                                                             |
| ●                    |                      |                 | BL04 |          | Hải Sơn                              | 海山          | Thổ Thành            | 106                                     | 25                           | 31/05/2006  |                                                                             |
| ●                    | ●                    | ●               | BL05 |          | Far Eastern Hospital                 | 亞東醫院      | Bản Kiều             | 142                                     | 25                           | 31/05/2006  | Một vài dịch vụ ga cuối tại đây                                             |
| ●                    | ●                    | ●               | BL06 |          | Phủ Trung                            | 府中          | Bản Kiều             | 92                                      | 25                           | 31/05/2006  |                                                                             |
| ●                    | ●                    | ●               | BL07 |          | Bản Kiều                             | 板橋          | Bản Kiều             | 89                                      | 25                           | 31/05/2006  | Chuyển đổi cho Tuyến vòng TRA và THSR                                       |
| ●                    | ●                    | ●               | BL08 |          | Tân Bộ                               | 新埔          | Bản Kiều             | 102                                     | 30                           | 31/08/2000  | Chuyển đổi cho Tuyến vòng                                                   |
| ●                    | ●                    | ●               | BL09 |          | Giang Tử Thúy                        | 江子翠        | Bản Kiều             | 74                                      | 28                           | 31/08/2000  |                                                                             |
| ●                    | ●                    | ●               | BL10 |          | đền Long Sơn                         | 龍山寺        | Vạn Hoa              | 190                                     | 28                           | 24/12/1999  |                                                                             |
| ●                    | ●                    | ●               | BL11 |          | Tây Môn                              | 西門          | Trung Chính, Vạn Hoa | 103                                     | 30                           | 24/12/1999  | Chuyển đổi cho Tuyến Tùng Sơn-Tân Điếm                                      |
| ●                    | ●                    | ●               | BL12 |          | Đài Bắc                              | 台北車站      | Trung Chính          | 132                                     | 40                           | 24/12/1999  | Chuyển đổi cho Tuyến Đạm Thủy-Tín Nghĩa, TRA, THSR, và Sân bay Đào Viên MRT |
| ●                    | ●                    | ●               | BL13 |          | đền Thiện Đạo                        | 善導寺        | Trung Chính          | 64                                      | 30                           | 24/12/1999  |                                                                             |
| ●                    | ●                    | ●               | BL14 |          | Trung Hiếu Tân Sinh                  | 忠孝新生      | Đại An, Trung Chính  | 76                                      | 28                           | 24/12/1999  | Chuyển đổi cho Tuyến Trung Hòa-Tân Lô                                       |
| ●                    | ●                    | ●               | BL15 |          | Trung Hiếu Phục Hưng                 | 忠孝復興      | Đại An               | 84                                      | 40                           | 24/12/1999  | Chuyển đổi cho Tuyến Văn Hồ                                                 |
| ●                    | ●                    | ●               | BL16 |          | Trung Hiếu Đôn Hóa                   | 忠孝敦化      | Đại An               | 63                                      | 28                           | 24/12/1999  |                                                                             |
| ●                    | ●                    | ●               | BL17 |          | đài tưởng niệm Tôn Trung Sơn         | 國父紀念館    | Tín Nghĩa, Đại An    | 67                                      | 28                           | 24/12/1999  |                                                                             |
| ●                    | ●                    | ●               | BL18 |          | Đài Bắc                              | 市政府        | Tín Nghĩa            | 72                                      | 28                           | 24/12/1999  |                                                                             |
| ●                    | ●                    | ●               | BL19 |          | Vĩnh Xuân                            | 永春          | Tín Nghĩa            | 82                                      | 25                           | 30/12/2000  |                                                                             |
| ●                    | ●                    | ●               | BL20 |          | Hậu Sơn Bì                           | 後山埤        | Nam Cảng, Tín Nghĩa  | 73                                      | 25                           | 30/12/2000  |                                                                             |
| ●                    | ●                    | ●               | BL21 |          | Côn Dương                            | 昆陽          | Nam Cảng             | 99                                      | 25                           | 30/12/2000  | Một vài dịch vụ ga cuối tại đây                                             |
| ●                    | ●                    |                 | BL22 |          | Nam Cảng                             | 南港          | Nam Cảng             | 105                                     | 25                           | 25/12/2008  | Chuyển đổi cho TRA và THSR                                                  |
| ●                    | ●                    |                 | BL23 |          | trung tâm Triển lãm Nam Cảng Đài Bắc | 南港展覽館    | Nam Cảng             | 114                                     | n/a                          | 27/02/2011  | Chuyển đổi cho Tuyến Văn Hồ                                                 |